# Rumeli Feneri
O Rumeli Feneri (Farol da Rumélia), também conhecido como Türkeli Feneri, é um farol histórico ainda em uso, situado nos subúrbios a norte de Istambul, Turquia, no extremo norte da margem europeia (ocidental) estreito do Bósforo, junto à entrada deste no Mar Negro. Está aberto ao público como sítio histórico. Rumeli (Rumélia em turco) era o nome dado aos territórios turcos na Europa. Na área do farol ergueu-se outrora a cidade bizantina de Pânio (em latim: Panium).
Do outro lado do estreito, 2 milhas náuticas (3,7 km) de distância, situa-se o Anadolu Feneri (Farol da Anatólia). A linha imaginária que une os dois faróis constitui o limite norte do porto de Istambul. O lugar onde o farol se encontra é chamada Rumelifeneri, que atualmente é uma aldeia piscatória do distrito de Sarıyer.
O farol foi construído pelos franceses para garantir a segurança da navegação dos navios de guerra franceses e britânicos que entravam no estreito vindos do Mar Negro durante a Guerra da Crimeia (1853-1856). Entrou ao serviço em 15 de maio de 1856, juntamente com o Anadolu Feneri. Foi gerido pelos franceses até 1933, quando a concessão de 100 anos foi cancelada e as autoridades turcas tomaram conta do farol. Atualmente é mantido pela "Direção Geral de Segurança Costeira" (Kıyı Emniyeti Genel Müdürlüğü), um organismo do Ministério dos Transportes e Comunicações do governo turco.
O farol ergue-se numa colina, 59 metros acima do nível do mar e a sua torre inteiramente pintada de branco tem 30 metros de altura. É o farol mais alto da Turquia. A torre tem a forma de um prisma octogonal de dois andares. Originalmente era iluminado com querosene; posteriormente foi instalado um sistema de Dalén que usava uma lâmpada de carbureto (acetileno). Atualmente é usada eletricidade, embora haja também um sistema de iluminação a butano para o caso do sistema elétrico falhar. As lentes de Fresnel com 500 mm de distância focal permitem que a "luz característica" alcance 18 milhas (33 km) a cada 12 segundos.
O farol está registado na Turquia com o código "TUR-053" e o seu sinal de chamada de rádio é TC1RLH.